# Karina Wolkers
Catharina (Karina) Wolkers-Gnirrep (oorspronkelijke roepnaam Carry) (Amsterdam, 18 maart 1946) is de weduwe van schrijver Jan Wolkers.

## Biografie

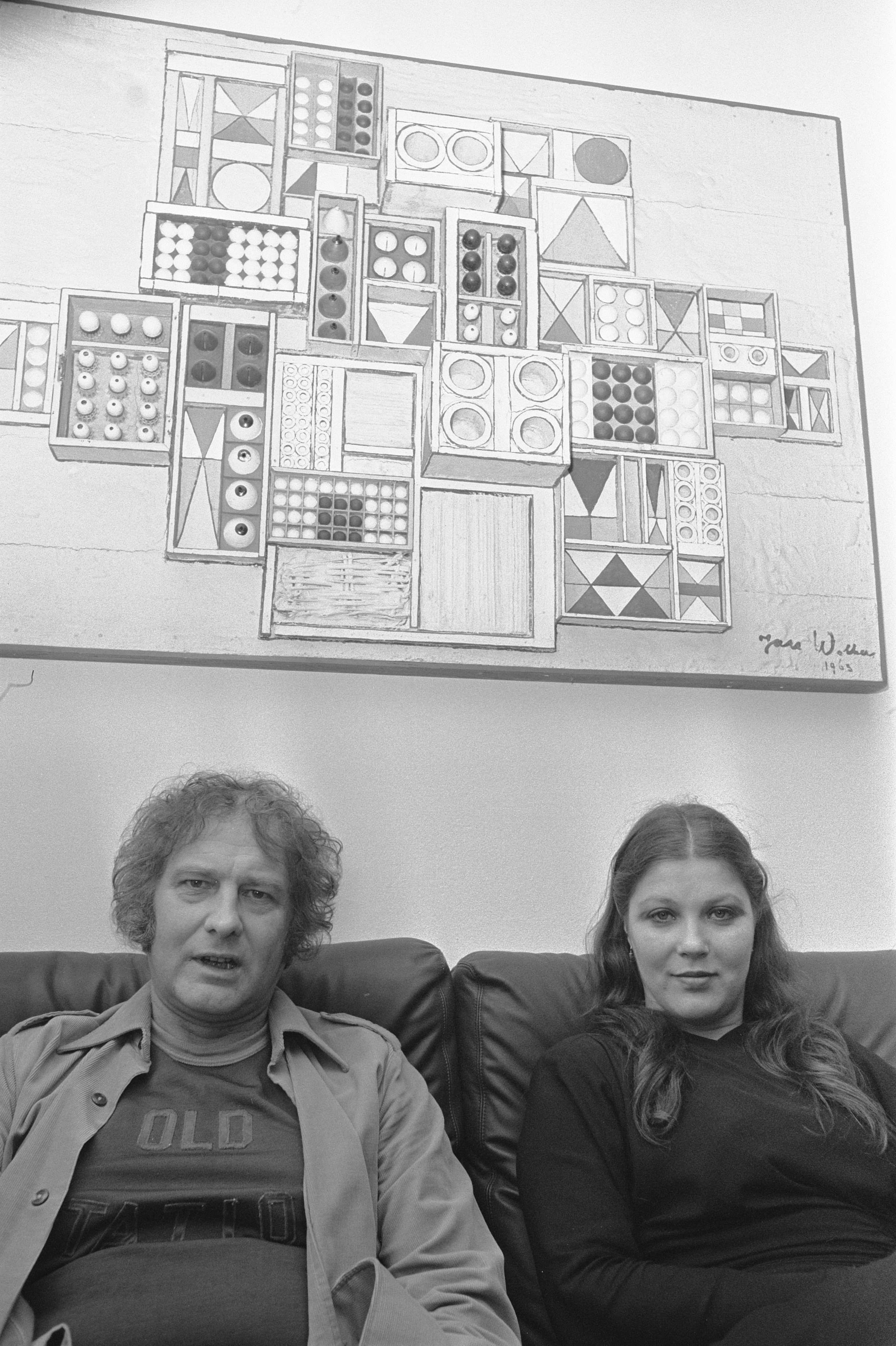
Jan Wolkers en Karina Gnirrep in 1974

Carry Gnirrep werd geboren in Amsterdam als dochter van Piet Gnirrep en Jopie Harthoorn. Haar vader zat tijdens de Tweede Wereldoorlog in een Duitse gevangenis, vanwege het mede-organiseren van de Februaristaking begin 1941. Haar moeder had tijdens de Tweede Wereldoorlog aan het CPN-verzet bijgedragen. Een broer van haar moeder was de verzetsstrijder Willem Lodewijk Harthoorn.
In 1963 ontmoette Karina Jan Wolkers die tegenover haar huis aan de Uiterwaardenstraat woonde en daar een atelier had. Kort daarna trok ze bij Wolkers in in het woonatelier aan de Zomerdijkstraat 22 in de Amsterdamse Rivierenbuurt. Vervolgens woonden ze in een tuinhuisje in het volkstuinencomplex Amstelglorie. In 1980 verhuisden ze naar Westermient op Texel. Een jaar later trouwde het stel. In 1981 werden ze ouders van een tweeling.

## Loopbaan
Karina Wolkers kreeg vanaf 2004 landelijke bekendheid. Zij verscheen regelmatig in de media, waaronder televisieprogramma's als De Slimste Mens en De Wereld Draait Door. In 2007 was zij jurylid in het tv-programma Groot Dictee der Nederlandse Taal. Zij heeft zitting in de jury van de Jan Wolkers Prijs.

## Publicaties
- (2004) De Achtertuin i.s.m. Machteld van Gelder
- (2014) De achtertuin van Jan Wolkers i.s.m. Machteld van Gelder